# مايكل شور
مايكل هربرت شور  (بالإنجليزية: Michael Schur)‏هو منتج وكاتب وممثل تلفزيوني أمريكي، اشتهر بعمله في المسلسل الكوميدي المكتب (2005–2013) و الحدائق والمنتزهات (2009-2015)، والذي شارك في تأسيسه مع جريج دانيلز. كما شارك في إنشاء المسلسل الكوميدي بروكلين ناين-ناين (2013 -الوقت الحاضر)، هو أيضا صانع المسلسل الكوميدي المكان الجيد (2016–الوقت الحاضر). كما ظهر شور في مسلسل «المكتب»، حيث قام بمشاهد عديدة كـ «موس شروت»، ابن عم دوايت شروت.

## السيرة المهنية
بث لأول مرة في خريف 2013، المسلسل بروكلين ناين-ناين علي قناة فوكس، المسلسل انتقل بعد الموسم الخامس إلى شبكة إن بي سي.
في 19 سبتمبر / أيلول 2016،  المسلسل الهزلي المكان الجيد بدأ بثه على هيئة الإذاعة الوطنية إن بي سي.
في عام 2016، كتب شور حلقة (نوزديف)، من مسلسل  المرآة السوداء مع رشيدة جونز مستوحاة من قصة لتشارلي بروكر.
| العام        | اسم العمل          | الدور        | ملاحظات                                                                           |
| ------------ | ------------------ | ------------ | --------------------------------------------------------------------------------- |
| 1997–2004    | ساترداي نايت لايف  | أدوار متعددة | كتب 138 حلقة، ظهر في 3 حلقات                                                      |
| 2005         | العودة             |              | كتب حلقتين                                                                        |
| 2005–2013    | المكتب             | منتج/ممثل    | كتب 12 حلقة وظهر في 13 حلقة                                                       |
| 2006         | رائع كليا          |              | فيلم تلفزيوني                                                                     |
| 2007         | ذا أو سي           | في دور باول  |                                                                                   |
| 2008         | خطأ في التوجيهات   | استاذ        |                                                                                   |
| 2009–2015    | الحدائق والمتنزهات |              | صانع المسلسل كتب 19 حلقة، أخرج 9 حلقات ظهر في حلقة الموسم السادس: "الفرص الثانية" |
| 2013–present | بروكلين ناين ناين  |              | صانع المسلسل كتب حلقتين، أخرج حلقتين                                              |
| 2015–present | سيد اللاشئ         |              |                                                                                   |
| 2016–present | المكان الجيد       |              | صانع المسلسل كتب 3 حلقات، أخرج حلقتين                                             |

## روابط خارجية
- مايكل شور على موقع IMDb (الإنجليزية)
- مايكل شور على موقع ألو سيني (الفرنسية)
- مايكل شور على موقع قاعدة بيانات الفيلم (الإنجليزية)
- مايكل شور على موقع كينوبويسك (الروسية)